# 郡戸村
郡戸村（ぐんどむら）は茨城県久慈郡にかつて存在した村である。

## 地理
- 旧金砂郷町の南部、現在の常陸太田市の西部に位置する。
- 村は久慈川の北岸に位置し、久慈川の支流も流れている。

## 歴史

### 村域の変遷
- 1889年（明治22年）4月1日 - 町村制施行により、小島村・中野村・松栄村・新地村・花房村が合併し久慈郡郡戸村が発足。
- 1955年（昭和30年）4月15日 - 郡戸村は久米村・金砂村・金郷村 ととも合併し金砂郷村が発足。郡戸村は消滅。
- 1976年（昭和51年） - 旧郡戸村の一部（小島・中野の一部）が常陸太田市に編入。

変遷表
| 1868年 以前 | 1868年 以前 | 明治22年 4月1日 | 昭和30年 4月15日 | 昭和51年          | 平成5年 11月1日   | 平成16年 12月1日  | 現在       |
| ----------- | ----------- | --------------- | ---------------- | ----------------- | ----------------- | ----------------- | ---------- |
|             | 中野村      | 郡戸村          | 金砂郷村         | 金砂郷村          | 町制              | 常陸太田市 に編入 | 常陸太田市 |
|             | 中野村      | 郡戸村          | 金砂郷村         | 常陸太田市 に編入 | 常陸太田市        | 常陸太田市        | 常陸太田市 |
|             | 小島村      | 郡戸村          | 金砂郷村         | 常陸太田市 に編入 | 常陸太田市        | 常陸太田市        | 常陸太田市 |
|             | 金砂郷村    | 郡戸村          | 金砂郷村         | 町制              | 常陸太田市 に編入 |                   | 常陸太田市 |
|             | 金砂郷村    | 郡戸村          | 金砂郷村         | 町制              | 常陸太田市 に編入 | 松栄村            | 常陸太田市 |
|             | 金砂郷村    | 郡戸村          | 金砂郷村         | 町制              | 常陸太田市 に編入 | 新地村            | 常陸太田市 |
|             | 金砂郷村    | 郡戸村          | 金砂郷村         | 町制              | 常陸太田市 に編入 | 花房村            | 常陸太田市 |

## 人口・世帯

### 人口
総数 [単位： 人]
| 1891年（明治24年） | 2,508 |
| 1920年（大正 9年） | 2,572 |
| 1935年（昭和10年） | 2,806 |
| 1950年（昭和25年） | 3,633 |

### 世帯
総数 [単位： 世帯]
| 1920年（大正 9年） | 607 |
| 1935年（昭和10年） | 567 |
| 1950年（昭和25年） | 651 |